# Lekanesphaera glabella
Lekanesphaera glabella es una especie de crustáceo isópodo intermareal de la familia Sphaeromatidae.

## Distribución geográfica
Es endémica de las Madeira.